# Stenosmicra
Stenosmicra is een geslacht van vliesvleugeligen uit de familie bronswespen (Chalcididae). De wetenschappelijke naam van dit geslacht is voor het eerst geldig gepubliceerd in 1992 door Boucek & Delvare.

## Soorten
Het geslacht Stenosmicra omvat de volgende soorten:
- Stenosmicra exilis Boucek & Delvare, 1992
- Stenosmicra tenuis Boucek, 1992